# Smith’s

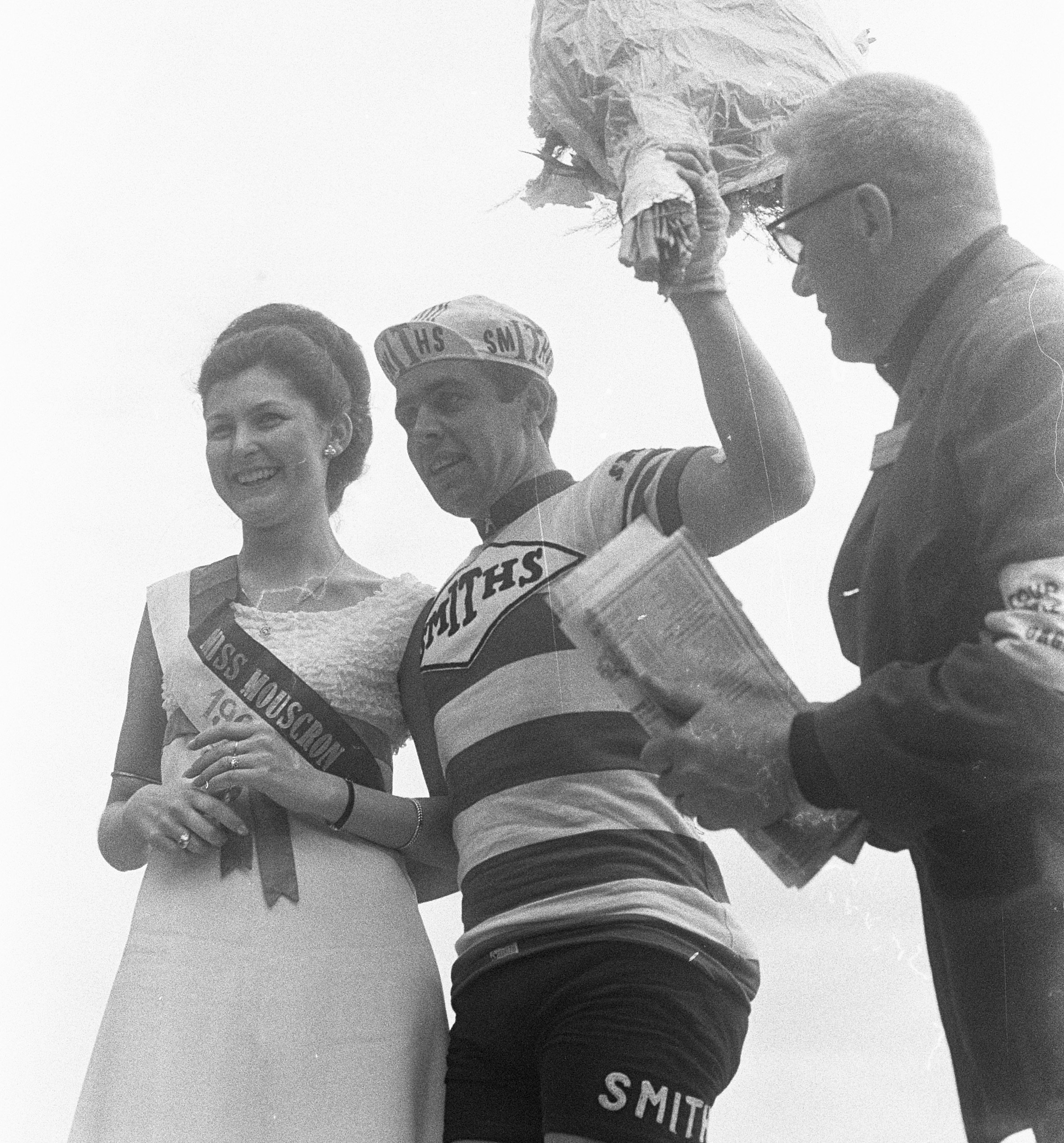
Guido Reybrouck im Teamtrikot (1966)

Smith’s oder Roméo–Smith’s war ein belgisches Radsportteam, das von 1966 bis 1968 unter der Leitung von Guillaume Driessens bestand. Zu den größten Erfolgen gehörten die Siege bei Paris–Tours 1966 und bei Lüttich–Bastogne–Lüttich 1968 sowie in der Luxemburg-Rundfahrt 1966 und 1967. In Grand Tours wurden dreizehn Etappensiege erzielt.

## Erfolge
1966
- sechs Etappen und  Punktewertung Tour de France
- Paris–Tours
- Gesamtwertung und vier Etappen Luxemburg-Rundfahrt
- Omloop der Vlaamse Gewesten
- Omloop van Oost-Vlaanderen
- Omloop van de Westkust

1967
- fünf Etappen Giro d’Italia
- zwei Etappen Vuelta a España
- Gesamtwertung und zwei Etappen Luxemburg-Rundfahrt
- GP Alghero
- Grote Prijs Jef Scherens
- zwei Etappen Paris-Nizza
- eine Etappe Giro di Sardegna

1968
- Lüttich–Bastogne–Lüttich
- Nationale Sluitingprijs
- Grand Prix Pino Cerami
- Nokere Koerse
- Grand Prix E3
- Ronde van Limburg
- drei Etappen Paris-Nizza
- eine Etappe Tour de Romandie
- Belgischer Meister – Straßenrennen

## Grand-Tour-Platzierungen
| Grand Tour            | 1966 | 1967 | 1968 |
| --------------------- | ---- | ---- | ---- |
| Vuelta a EspañaVuelta | –    | 30   | –    |
| Giro d’ItaliaGiro     | –    | 28   | 47   |
| Tour de FranceTour    | 10   | –    | –    |

## Bekannte ehemalige Fahrer
- Guido Reybrouck (1966–1967)
- Edy Schütz (1966–1967)
- Frans Brands (1966–1968)
- Willy Planckaert (1966–1968)
- Albert Van Vlierberghe (1966–1968)
- Julien Stevens (1968)
- Leo Duyndam (1968)